# 할렐루야 (AAA의 노래)
〈할렐루야〉(일본어: ハレルヤ 하레루야[*])는 일본의 음악 그룹 AAA의 다섯 번째 싱글이다. 2006년 2월 15일에 에이벡스 트랙스에서 발매됐다.

## 개요
- TV 드라마 《가치바카!》(TBS) 여는 곡. 타카하시 카츠노리가 연기하는 열혈교사가 불길에 휩싸이면서 교편을 휘두르는 신에서 사용되고 있다.
- 2008년 3월 5일에 발매된, 결혼이나 연애를 소재로 한 인기 드라마를 중심으로 실제의 결혼식에서도 사용되는 노래를 모은 《HAPPY!~CLIMAX marriage best~》에도 수록되어있다.
- PV의 의상에는 아디다스의 저지를 가공해서 사용됐다. 멤버 전원이 모이는 날이 없으며, 곡예스러운 댄스의 안무는 하루에 끝냈다.
- 데뷔곡 〈BLOOD on FIRE〉 이래의 10위권.

## 수록내용

### CD+DVD
CD
1. 할렐루야(ハレルヤ) [4:02]
  - 작사: 나호 / 작곡 · 편곡: h-wonder
2. 할렐루야 (Instrumental)

DVD
1. 할렐루야 (Music Clip)

### CD ONLY
1. 할렐루야 [4:02]
2. 할렐루야 (Instrumental)